# Русская мысль (газета, Париж)
«Ру́сская мысль» (фр. «La Pensée Russe») — русскоязычное общественно-политическое издание, с 1947 года выходившее на русском языке в Париже.
Газета создавалась для борьбы с тоталитаризмом, но после распада СССР и падения «железного занавеса» переориентировалась на сплочение русскоязычной общины в Европе и восстановление связи соотечественников с родиной.

## История
Русская мысль в формате журнала была основана в Москве в 1880 году. После революции 1905 года журнал фактически стал органом кадетской партии, редактировался Петром Струве. В 1918 году журнал был закрыт новой государственной властью и Струве продолжил его издание за границей: в 1921 году в Софии, в 1922—1924 гг. в Берлине и Праге; последний номер вышел в Париже в 1927 году.
Основатель газеты, журналист дореволюционной газеты «Киевлянин» Владимир Александрович Лазаревский несколько раз обращался к французскому правительству разрешить издавать национальную газету, но каждый раз получал отказ. Весной 1947 года ему на помощь пришёл его знакомый, один из руководителей католического профсоюза Французская конфедерация трудящихся-христиан К. Брюне, который предложил издавать газету, как орган конфедерации для русских трудящихся-христиан. Для выпуска первого номера требовалось 50 тысяч франков; В. А. Лазаревский вложил 40 тысяч (почти весь свой капитал), ещё десять смог найти Пётр Ковалевский. В первом номере, вышедшем 19 апреля 1947 года в пасхальную субботу, были помещены: рассказ Ивана Шмелева «В Кремле на Святой», статья В. А. Лазаревского «Христос Воскрес» и обращение по-французски К. Брюне к русским. Далее шла политическая часть, составленная С. А. Водовым, программная статья В. Ф. Зеелера «Наши задачи», очерки Б. К. Зайцева «Дни» (о Франсуа Мориаке) и Н. С. Арсеньева «Хомяков», статья П. Е. Ковалевского «Церковные дела», стихи Сергея Яблоновского и др.
Таким образом, «Русская мысль» начала издаваться во Франции в формате газеты, взяв название журнала, прекратившего свои выпуски в Париже в 1927 году. У газеты появились спонсоры и до 1991 года газета финансировалась Государственным департаментом США. «Газета арендовала для своих нужд семикомнатную квартиру в центре Парижа, выплачивала приличные гонорары авторам и существовала безбедно до 1991 года». В 1956—1967 годах — 3 раза в неделю; с 1968 года — 1 раз в неделю.
В 1947—1948 годах (с № 5. — 17 мая 1947 по № 82. — 5 ноября 1848) газета выходила 1 раз в неделю. В 1948—1950 годах (с № 83. — 10 ноября 1848 по № 214. — 10 февраля 1950) — 2 раза в неделю. Газета позиционировала себя как христианская и противостояла марксистским публикациям, приходящим или финансируемым из СССР. Лазаревский оставался главным редактором до 1953 года. До сентября 1968 года редактором был Сергей Водов. Среди наиболее известных авторов «Русской мысли» в 1940—1970-х годах были Иван Бунин, Иван Шмелёв, Нина Берберова, Виктор Некрасов. Газета была ценным источником информации для русской эмиграции: в ней печатались объявления о различных событиях русской диаспоры, о рождественских елках, о расписаниях богослужений в православных приходах; русские школы давали информацию о своих курсах. Объявления позволили многим послевоенным беженцам найти своих друзей или родственников.
В 1968—1978 году газету возглавляла княгиня Зинаида Шаховская. Иван Толстой отметил, что «появление диссидентского правозащитного движения в Советском Союзе, конечно, окрылило газету. Приход Зинаиды Шаховской, известной писательницы и общественной деятельницы, конечно, поднял газету на новый уровень. И вот это вот славное двадцатилетие — 1970-80-е годы — сделало ей имя и очень помогло самому правозащитному движению в Советском Союзе».
В 1978 году (по другим данным, в 1979 году; между Шаховской и Иловайской главредом был Серафим Милорадович) главным редактором «Русской мысли» стала Ирина Иловайская-Альберти. Как отмечал Сергей Григорьянц, с приходом нового главного редактора «в центре внимания газеты оказались уже не новости и проблемы русской эмиграции, а все, что происходило в уже чуть-чуть приоткрывшемся Советском Союзе, а главное — его диссидентское, демократическое движение». В этот период в «Русской мысли» печатались представители «третьей волны» эмиграции, правозащитники, западные слависты, советологи, диссиденты: Для «Русской мысли» писали такие авторы и русские мыслители, как Александр Солженицын, Иосиф Бродский, Андрей Сахаров, Анатолий Гладилин, Михаил Коряков, Владимир Максимов, Наталья Горбаневская, Михаил Геллер, Сергей Довлатов, Александр Некрич, Виктор Суворов, Ален Безансон. Газета проводила бескомпромиссную борьбу против репрессий, идеологии и политики в СССР, отстаивая ценности демократии, публиковала произведения диссидентов, информировала своих читателей о их судьбе. В ней широко освещалась жизнь и творчество Александра Солженицына.
После прекращения финансирования газеты из США в 1991 году, её главный редактор Ирина Алексеевна Иловайская-Альберти нашла другие источники финансирования — деньги на газету давали религиозные организации, в частности, католическая организация «Церковь в нужде». «С 1992 года, когда в Москве день в день стал выходить в свет идентичный тираж „Русской мысли“. При поддержке Фонда Сороса газета распространялась по всей стране, поступала в три тысячи российских библиотек». С ноября 1996 по ноябрь 1997 года выходило приложение «Церковно-общественный вестник». Как отметил в 2007 году Иван Толстой, с распадом Советского Союза, «в информационном, в моральном своем смысле и значении газета, конечно, угасла. <…> Вот освобождение России пришло. Все понимали, что „Русской мысли“, увы, идти на дно. Что жаль, о чём говорили между собой сотрудники, — о том, что „Русская мысль“ не успела вскочить на другой парусник, на другой пароход, на другой космический корабль, который летит куда-то в другую сторону, оставаясь при этом, может быть, эмигрантским, но понимающим свою задачу в каком-то другом плане. Вот, к сожалению, этих вот крыльев, подводных или надводных, у „Русской мысли“ не образовалось».
С 2000 года главным редактором газеты была Ирина Кривова. В этот период газета оказалась в сложном финансовом положении: «К 2001 году мы оказались полными банкротами, и газету действительно хотели закрыть. Деньги, которые нам выплатили как увольнительные пособия, мы, несколько журналистов газеты, сложили „в кучку“ и выкупили газету у нашего французского издателя по цене уставного капитала. Нельзя было допустить, чтобы „Русская мысль“ исчезла бесследно. В течение двух лет мы, оставшиеся пять-шесть человек, работали бесплатно. Писали и редактировали на дому. Распрощались с нашим историческим помещением, где прожили почти 30 лет, сохранили только книжные шкафы, которые были ещё при Зинаиде Шаховской. Жили, можно сказать, на чердаке, но ни одного номера газеты не пропустили. Спасибо авторам, которые поддерживали нас совершенно бескорыстно. За два года я буквально сбилась с ног в поисках средств. Обошла все парижские издания, многие издательства, объясняя, что „Русская мысль“ стала уже историческим достоянием Франции, — взаимопонимания так и не нашла. В конце концов, люди, которые проявили интерес к нашему изданию, оказались русскими бизнесменами».
В 2002 году, после смены учредителей, директором газеты и выпускающим редактором стал журналист Андрей Гульцев, идейный вдохновитель и главный редактор её первого выпуска на французском языке (2005 г.), посвященного 125-летию издания.  
В 2005 году,  в рамках программы «Возвращение на Родину», парижские архивы газеты были переданы в дар Российской государственной библиотеке.
C 2005 года по 2021-й главой редакционного совета и постоянным автором «Русской мысли» был Виктор Лупан. В редсовет газеты вошли и другие видные персоны — профессор и исследователь русской эмиграции Ренэ Герра, бывший посол России в Италии Анатолий Адамишин, бизнесмен граф Сергей Пален, глава Русской консерватории в Париже граф Пётр Шереметев и другие.  
В 2007 году в Париже в «гостях» у «Русской мысли» прошёл IX Всемирный конгресс русской прессы, приуроченный к 60-летию французской истории газеты. 

## Награды
- Благодарность Президента Российской Федерации (21 июня 1999 года, Россия) — за многолетнюю активную деятельность и большой вклад в развитие русской прессы за рубежом[10].